# 公開処刑板 鬼女まつり
『公開処刑板 鬼女まつり』（こうかいしょけいいた きじょまつり）は、堀内公太郎による日本の推理小説。『公開処刑人 森のくまさん』につづく著者の2作目となる作品。
堀内は本作について「『公開処刑』とはいっているが、『森くま』の続編という位置づけではありません。『森くま』が存在したあとの世界を描いてはいますが、違うお話だと思っていただければ幸いです」と語っている。当初は「板」を「ばん」と読んでもらうつもりだったようであるが大森望のアドバイスを踏まえて、編集部と相談のうえで「いた」としたようである

## ストーリー
いじめを苦に高校生が自殺した問題で、マスコミが騒ぎ、警察が捜査にあたるが、ネットでは加害者の実名まであがり、人気ブロガーによる批判も話題になる。

## 書籍情報
宝島社より2013年3月6日に宝島社文庫より発売。
カバーデザインはデビュー作に続きトヨクラタケル